# Bréel
Bréel település Franciaországban, Orne megyében. Lakosainak száma 124 fő (2018. január 1.). Bréel Saint-Philbert-sur-Orne, Sainte-Honorine-la-Guillaume, La Forêt-Auvray, Notre-Dame-du-Rocher és Ségrie-Fontaine községekkel határos.

## Népesség
A település népességének változása:
| Lakosok száma | 203  | 159  | 149  | 141  | 150  | 132  | 125  | 126  | 125  | 124  |
|               | 1962 | 1968 | 1975 | 1982 | 1990 | 2008 | 2013 | 2015 | 2017 | 2018 |